# الدوري الهندوراسي الدرجة الأولى لكرة القدم 1981–82
الدوري الهندوراسي الدرجة الأولى لكرة القدم 1981–82 هو موسم من الدوري الهندوراسي الدرجة الأولى لكرة القدم. فاز فيه نادي بيدا.